# Carl von Stein (Jurist)

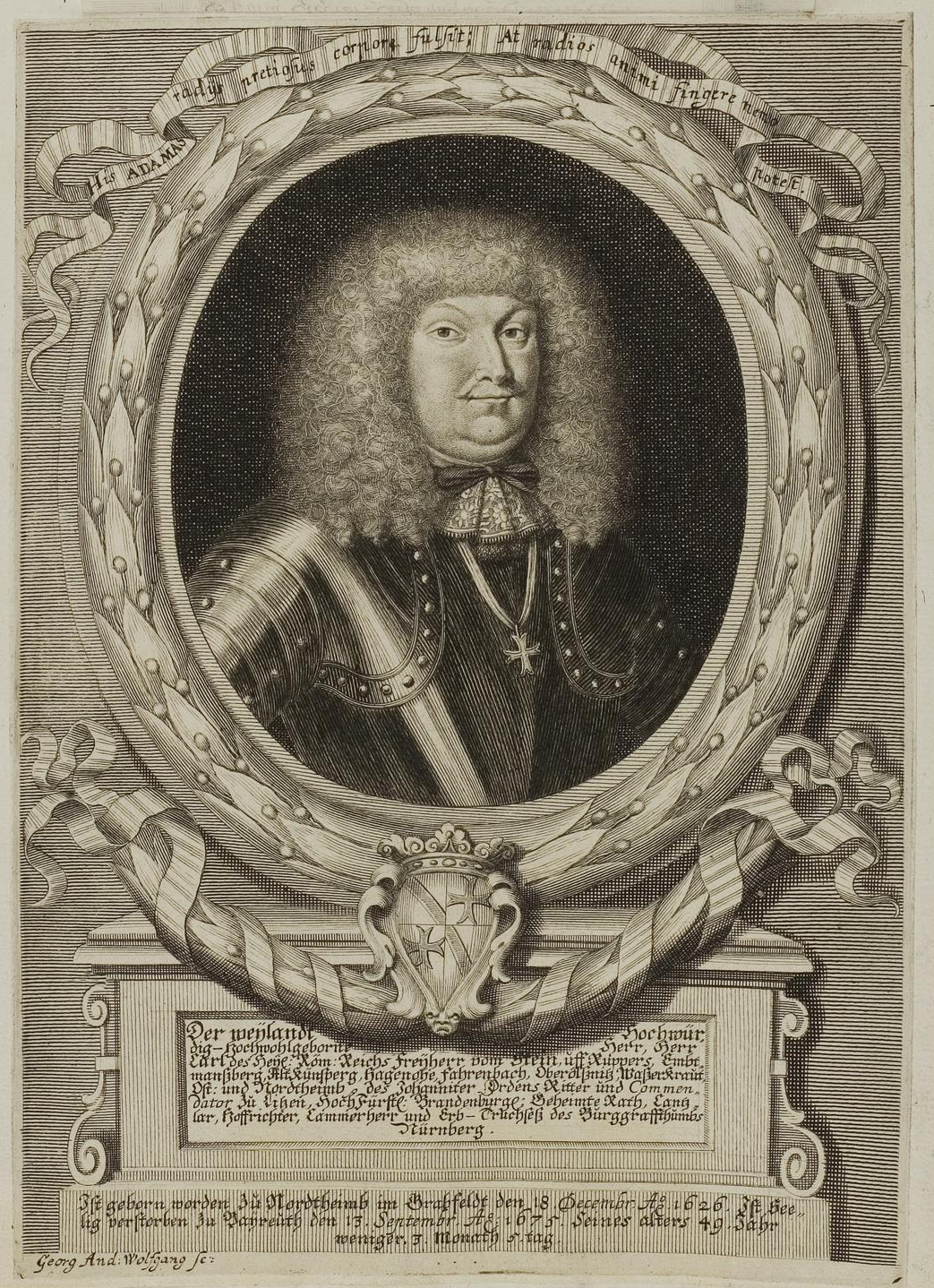
Carl vom Stein

Carl von Stein, auch Carl vom Stein (* 8. Dezember 1626 in Nordheim; † 13. September 1675 in Bayreuth) war ein deutscher Jurist und Kanzler des Markgrafen von Bayreuth.

## Leben und familiäres Umfeld
Der dem uradligen reichsritterschaftlichen fränkischen Geschlecht der Stein zu Nord- und Ostheim entstammende Carl von Stein war Sohn des Ritterhauptmannes und Gesandten der Fränkischen Reichsritterschaft Casper von Stein (1590–1632) und der Rosina Maria von Guttenberg (1592–1639). Er studierte in Altdorf und Straßburg Rechtswissenschaft.
Als Gesandter von Brandenburg-Kulmbach war Carl von Stein am Immerwährenden Reichstag in Regensburg tätig. Er war seit 1653 in erster Ehe verheiratet mit Maria Katharina von Oeppe (* 1632), die 1664 in Regensburg verstarb und dort auf dem Gesandtenfriedhof bei der Dreieinigkeitskirche begraben wurde. Ihre Grabplatte ist erhalten und wurde nachträglich an der Südmauer des Kirchhofs aufgerichtet.
In zweiter Ehe war Carl von Stein seit 1668 verheiratet mit Margarete Geyer Freie und Edle Herrin von Osterburg (1648–1722). Aus seiner ersten Ehe stammte der spätere Oberhofmeister und Premierminister der Markgrafen von Bayreuth, Erdmann Freiherr von Stein (1662–1739). Aus der zweiten Ehe stammt der Kurmainzische Premierminister und Statthalter des Deutschen Ordens der Ballei Hessen, Carl Freiherr von Stein zu Nord- und Ostheim (1673–1733).
Der in Bayreuth verstorbene Carl von Stein wurde ebenda begraben. Die bedeutende Barockdichterin Catharina Regina von Greiffenberg, die ihm wichtige Hilfeleistungen verdankte, hat ein Epicedium auf ihn verfasst.

## Politische Ämter
Nach dem Studium trat Carl von Stein in die Dienste der Markgräflich Brandenburgischen Verwaltung in Bayreuth. Er wurde zunächst Geheimer Rat und stieg dann zum Kanzler und Hofrichter auf. Neben diesen Ämtern war er zusätzlich Gesandter der Markgrafschaft auf dem  Reichstag zu Regensburg (1663–1675). Außerdem hatte er das Amt eines Erbtruchsessen des Burggrafentums Nürnberg inne und war Komtur des Johanniterordens zu Litzen. 1646 wurde er Defendent der Universität Altdorf.
Am 3. Juli 1669 wurde Carl von Stein in den erblichen Reichsfreiherrenstand erhoben.